# Langenstraße 25 (Stralsund)
Das Haus Langenstraße 25 in Stralsund ist ein denkmalgeschütztes Bauwerk in der Langenstraße.

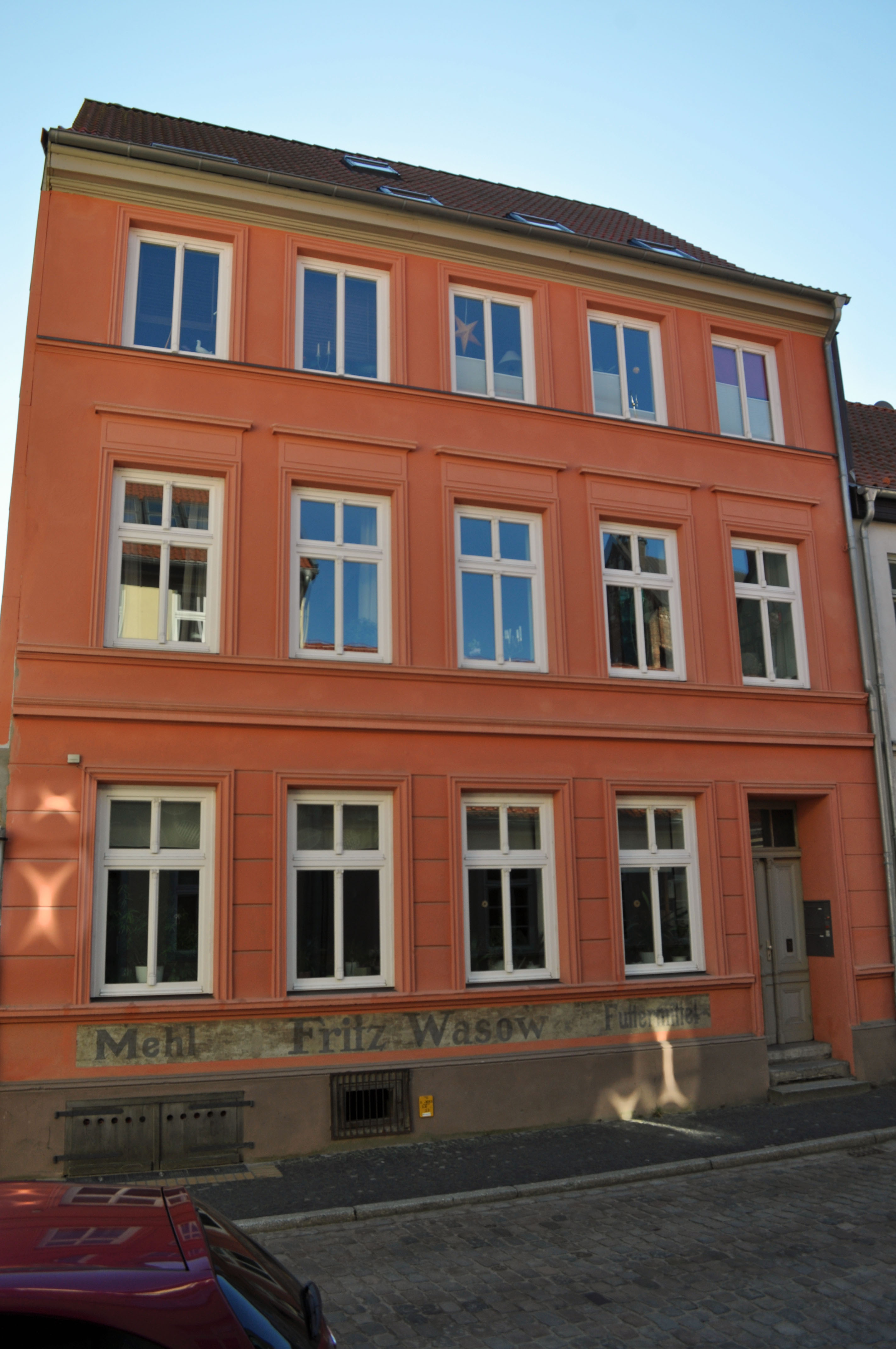
Haus Langenstraße 25 in Stralsund (2012)

Der zweigeschossige Putzbau wurde im 18. Jahrhundert errichtet. Es war zunächst nur über das Nachbarhaus mit der Nummer 26 zugänglich. Die Front zum Hof ist in Fachwerk ausgeführt. In der zweiten Hälfte des 19. Jahrhunderts wurde die Fassade zur Langenstraße hin überformt. Der Eingang Langenstraße wurde später hinzugefügt.
Das Haus im Kerngebiet des von der UNESCO als Weltkulturerbe anerkannten Stadtgebietes des Kulturgutes „Historische Altstädte Stralsund und Wismar“ ist in die Liste der Baudenkmale in Stralsund eingetragen.